# 인생이여 고마워요
《인생이여 고마워요》는 2006년 1월 7일부터 2006년 3월 26일까지 24부작에 걸쳐 방영한 KBS 2TV 주말 드라마이다.
당초 30부작으로 기획되었으나 방영 초반에는 브라운관을 강타한 암을 소재로 해 식상하다는 지적을 받았고, 다소 느린 전개와 암투병의 아내와 남편, 첫사랑 의사와의 단순한 갈등 관계로 인해 10% 중반의 시청률에 그치자 24부작으로 조기종영되었다.

## 등장 인물

### 주요 인물
- 유호정 : 한연경 역
- 김유석 : 이인석 역 - 한연경의 첫사랑. 내과 팰로우 1년차
- 김윤석 : 강윤호 역 - 한연경의 남편. 중앙 일간지 사진기자
- 박예진 : 최윤서 역 - 윤진수의 내연녀. 내과 레지던트
- 오지호 : 윤진수 역 - 한연경의 이웃. 아나운서

### 주변 인물
- 고정민 : 나윤숙 역 - 윤진수의 아내. 전업주부. 한연경의 이웃집 여자
- 김성준 : 김종혁 역 - 빌라촌 잡부. 전과 3범
- 반효정 : 나경순 역 - 강윤호의 어머니. 한연경의 시어머니
- 김정난 : 한경숙 역 - 한연경의 이복언니. 아현동 사창가 삐끼 출신
- 권해효 : 김기호 역 - 내과 전문의. 부교수 1년차. 이인석의 고교와 의대 직속 선배
- 이두일 : 나만철 역 - 신참 간호사
- 김민희 : 우연실 역 - 내과병동 시니어 간호사. 노처녀
- 김응수 : 공신부 역 - 괴짜 신부
- 서연주 : 장미라 역 - 간호사
- 정진 : 왕봉수 역 - 성인 나이트 삐끼
- 박효주 : 가을 역 - 전직 창녀
- 이병준 : 강민 역 - 한연경과 강윤호의 아들
- 박다빈 : 강준 역 - 한연경과 강윤호의 아들
- 김유정 : 윤현지 역 - 윤진수와 나윤숙의 딸
- 이다엘 : 윤현호 역 - 윤진수와 나윤숙의 젖먹이 아들

### 그 외
- 한지안 : 민희 역
- 윤정은 : 김진아 역
- 김하은
- 고규필
- 나경민
- 백소미

## 시청률
아래의 파란색 숫자는 '최저 시청률'이고, 빨간색 숫자는 '최고 시청률'입니다. 
| 2006년      | 2006년      | 2006년         |
| 회차        | 방송일      | AGB시청률      |
| 회차        | 방송일      | 대한민국(전국) |
| ----------- | ----------- | -------------- |
| 1           | 1월 7일     | 18.2%          |
| 2           | 1월 8일     | 19.9%          |
| 3           | 1월 14일    | 17.5%          |
| 4           | 1월 15일    | 17.8%          |
| 5           | 1월 21일    | 16.1%          |
| 6           | 1월 22일    | 17.0%          |
| 7           | 1월 28일    | 11.7%          |
| 8           | 1월 29일    | 9.4%           |
| 9           | 2월 4일     | 14.3%          |
| 10          | 2월 5일     | 15.5%          |
| 11          | 2월 11일    | 12.2%          |
| 12          | 2월 12일    | 14.1%          |
| 13          | 2월 18일    | 14.6%          |
| 14          | 2월 19일    | 15.6%          |
| 15          | 2월 25일    | 14.1%          |
| 16          | 2월 26일    | 15.8%          |
| 17          | 3월 4일     | 15.7%          |
| 18          | 3월 4일     | 9.0%           |
| 19          | 3월 11일    | 15.1%          |
| 20          | 3월 12일    | 15.4%          |
| 21          | 3월 18일    | 13.7%          |
| 22          | 3월 19일    | 15.2%          |
| 23          | 3월 25일    | 14.8%          |
| 24          | 3월 26일    | 17.0%          |
| 24          | 3월 26일    | 17.0%          |
| 평균 시청률 | 평균 시청률 | 15.0%          |

## 결방과 연속방송
- 2006년 3월 4일 17~18회 연속 방영
- 2006년 3월 5일 WBC 중계로 인해 결방

## 동시간대 드라마
- 결혼합시다 (MBC)
- 하늘이시여 (SBS)